# Maser (Italie)
Pour les articles homonymes, voir Maser (homonymie).
Maser est une commune italienne de la province de Trévise dans la région Vénétie en Italie.

## Histoire

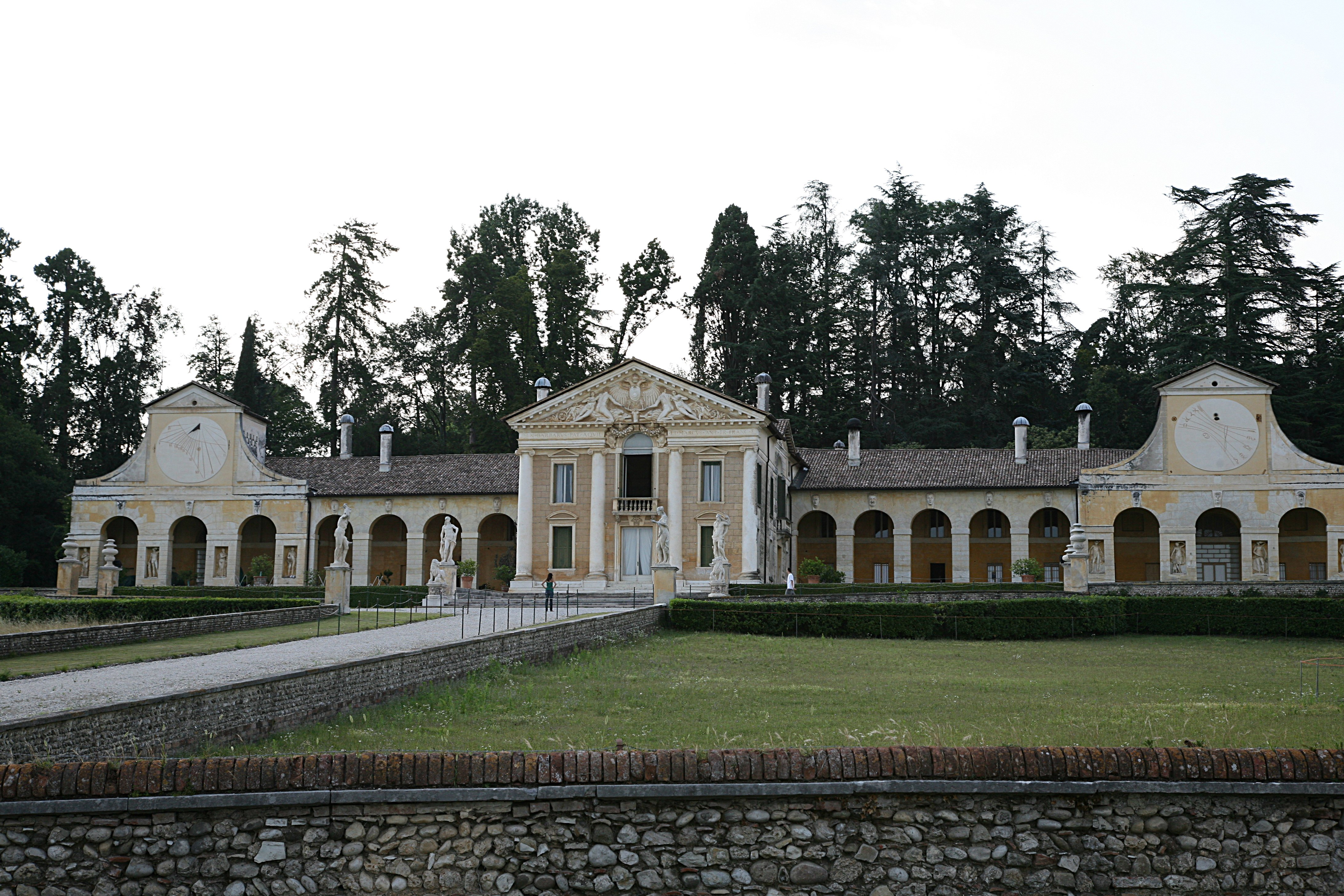
Villa Barbaro

Au XVIe siècle, Daniel Barbaro, à la mort de son père, hérita de terres sur la commune de Maser. Avec son frère Marcantonio, ils confièrent à Palladio la construction de leur palais, la désormais fameuse Villa Barbaro, classée au Patrimoine mondial. À cette fin, Palladio et Daniel Barbaro avaient visité Rome ensemble, et l’architecture de la villa reflète l’influence qu’exerça sur eux les monuments antiques qu’ils y virent. Les intérieurs sont décorés de fresques de Véronèse.

## Administration
| Période                                  | Période | Identité        | Étiquette                                               | Qualité |
| ---------------------------------------- | ------- | --------------- | ------------------------------------------------------- | ------- |
| mai 2019                                 |         | Claudia Benedos | "Claudia Benedos per Maser"-Ligue du Nord-"Liga Veneta" |         |
| Les données manquantes sont à compléter. |         |                 |                                                         |         |

### Hameaux
Coste, Crespignaga, Madonna della Salute

### Communes limitrophes
Altivole, Asolo, Caerano di San Marco, Cornuda, Monfumo